# Patriarcato di Antiochia dei Maroniti

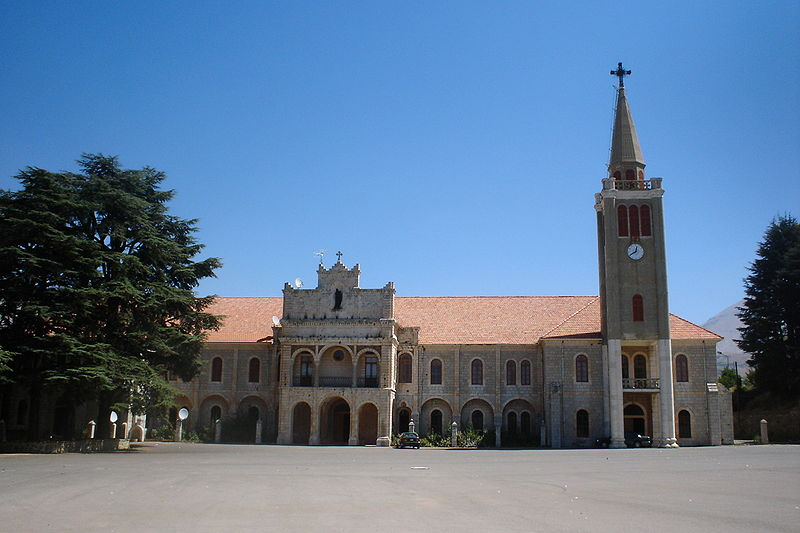
La residenza patriarcale estiva di Dimane

Il patriarcato di Antiochia dei Maroniti (in latino Patriarchatus Antiochenus Maronitarum) è una Chiesa patriarcale sui iuris della Chiesa cattolica.
È retto dal patriarca cardinale Béchara Boutros Raï, O.M.M., eletto dal Santo Sinodo della Chiesa maronita il 15 marzo 2011 e intronizzato il 25 marzo.

## Territorio
Il patriarcato estende la sua giurisdizione su tutti i fedeli maroniti che dimorano nel territorio proprio della Chiesa maronita, ossia nelle regioni che tradizionalmente sono riconosciute come il luogo di origine di questa Chiesa sui iuris.
La sede del patriarcato si trova a Bkerké, nel distretto di Kisrawan, in Libano; a Dimane (nel distretto di Bsharre) si trova la residenza estiva. L'eparchia di Joubbé, Sarba e Jounieh è l'eparchia propria del patriarca.
Dal patriarcato di Antiochia dei maroniti inoltre dipendono direttamente:
- l'esarcato patriarcale di Gerusalemme e Palestina, eretto il 5 ottobre 1996, con sede a Gerusalemme; nel 2014 sono censiti 504 cattolici distribuiti in 3 parrocchie;
- l'esarcato patriarcale di Giordania, eretto il 5 ottobre 1996, con sede a Amman; nel 2014 sono censiti 1.560 cattolici distribuiti in 2 parrocchie.

Il patriarca maronita è membro di diritto del Consiglio dei patriarchi cattolici d'Oriente.

## Cronotassi dei patriarchi
- San Marone †
- Ciro †
- Gabriele I †
- Marone II †
- Giovanni I †
- Gregorio I †
- Stefano I †
- Marco †
- Eusebio †
- Giovanni II †
- Yeshu I †
- Daoud I †
- Gregorio II †
- Teofilatto †
- Yeshu II †
- Domizio †
- Isacco †
- Giovanni III †
- Simone I †
- Geremia I †
- Giovanni IV †
- Simone II †
- Simone III †
- Youssif al Jirjissi †
- Pietro I †
- Gregorio III †
- Giacomo I †
- Giovanni V †
- Pietro II †
- Pietro III †
- Pietro IV †
- Geremia II al-Amsiti † (1209 - 1230 deceduto)[7]
- Daniele I † (1230 - 1244 deceduto)[8]
- Giovanni VI † (?)[9]
- Simone IV † (1244 - 1266 deceduto)
- Giacomo II † (1266 - 1278 deceduto)
- Daniele II † (1278 - 1286 deceduto)
- Luca I † (1286 - 1297 deceduto)
- Geremia III † (?)[9]
- Simone V † (1297 - 1322 deceduto)
- Giovanni VII † (1322 - 1357 deceduto)
- Gabriele II † (1357 - 1367 deceduto)
- Daoud II † (1367 - circa 1404[10] deceduto)
- Youhanna el-Jaj † (circa 1404 - 1445 deceduto)
- Yaaqoub el-Hadeth † (1445 - 8 febbraio 1468[11] deceduto)
- Youssef el-Hadeth † (17 febbraio 1468[11] - 1492 deceduto)
- Semaan el-Hadeth † (1492 -  27 novembre 1524[12] deceduto)
- Moussa Akari † (9 dicembre 1524[12] - 4 marzo 1567 deceduto)
- Mikhail Rizzi † (marzo 1567[13] - 21 settembre 1581[14] deceduto)
- Sarkis Rizzi † (14 marzo 1583 - 25 settembre 1596[15] deceduto)
- Youssef Rizzi † (5 maggio 1599 - 26 marzo 1608 deceduto)
- Youhanna Makhlouf El Douaihy † (30 agosto 1609 - 17 dicembre 1634 deceduto)
- Jirjis Omaira El Douaihy † (3 marzo 1636 - 24 luglio 1644 deceduto)
- Youssef Halib † (prima del 29 novembre 1646 - 3 novembre 1647 deceduto)
- Youhanna Bawab † (13 settembre 1649 - 23 dicembre 1656 deceduto)
- Jirjis Rizqallah † (26 maggio 1659 - 12 aprile 1670 deceduto)
- Beato Estephan Boutros El Douaihy † (8 agosto 1672 - 3 maggio 1704 deceduto)
- Jibra'il al-Bluzani † (27 aprile 1705 - 31 ottobre 1705 deceduto)
- Yaaqoub Boutros Awwad † (21 febbraio 1706 - 12 febbraio 1733 deceduto)
- Youssef Boutros Dergham El Khazen † (18 dicembre 1733 - 13 maggio 1742 deceduto)
- Semaan Boutros Awwad † (16 marzo 1743 - 12 febbraio 1756 deceduto)
- Toubia Boutros El Khazen † (28 marzo 1757 - 19 maggio 1766 deceduto)
- Youssef Boutros Estephan † (6 aprile 1767 - 22 aprile 1793 deceduto)
- Mikhail Boutros Fadel † (20 settembre 1793[16] - 17 maggio 1795 deceduto)
- Philibos Boutros El Gemayel † (12 giugno 1795[17] - 12 aprile 1796 deceduto)
- Youssef Boutros Tyan † (24 luglio 1797 - 19 novembre 1808 dimesso)
- Youhanna Boutros Helou † (19 dicembre 1814[18] - 12 maggio 1823 deceduto)
- Youssef Boutros Hobaish † (3 maggio 1824 - 23 maggio 1845 deceduto)
- Youssef El Khazen † (19 gennaio 1846 - 3 novembre 1854 deceduto)
- Boulos Boutros Massaad † (23 marzo 1855 - 18 aprile 1890 deceduto)
- Youhanna Boutros Al-Hajj † (28 aprile 1890 - 24 dicembre 1898 deceduto)
- Elias Boutros Hoayek † (6 gennaio 1899 - 24 dicembre 1931 deceduto)
- Antoun Boutros Arida † (8 gennaio 1932 - 19 maggio 1955 deceduto)
- Paul Pierre Méouchi † (25 maggio 1955 - 11 gennaio 1975 deceduto)
- Antoine Pierre Khoraiche † (3 febbraio 1975 - 3 aprile 1986 dimesso)
- Nasrallah Pierre Sfeir † (19 aprile 1986 - 26 febbraio 2011 dimesso)
- Béchara Boutros Raï, O.M.M., dal 15 marzo 2011